# Rey Sombra
Shadow King, conocido en España e Hispanoamérica como Rey Sombra, es un personaje de ficción del Universo Marvel.
Shadow King es una entidad de pura energía psíquica que se alimenta de un odio a la humanidad, manifestándose al poseer a los humanos.

## Historial de publicaciones
El personaje fue creado por el escritor Chris Claremont y el dibujante John Byrne, y su primera aparición fue en Uncanny X-Men #117 (enero de 1979).

## Historia del personaje
El origen de Shadow King no está claro. Ya que es una manifestación multiversal del lado oscuro de la conciencia humana, generado por la primera pesadilla.
Durante muchos años, la primera manifestación de Shadow King fue el mutante mentalista egipcio Amahl Farouk. Mientras era Farouk, se enfrentó al Professor X telepáticamente (inspirando a éste a formar el grupo X-Men).
Cuando los primeros poderes psíquicos de Amahl Farouk se desarrollaron, se dedicó a controlar a los que le rodeaban, alimentándose de las sombras de sus almas y fusionándose con el Rey Sombra (que se había trasladado de anfitrión a anfitrión desde los albores de la humanidad).

### Amahl Farouk años 30
Shadow King conocido como Amahl Farouk en 1931, se encontraba trabajando para dos agentes de Adolf Hitler, (Wolfgang von Strucker y Geist). Von Strucker y Geist planeaban derrocar al Rey Eduardo de Inglaterra. Entonces Farouk llevó a cabo un conjuro, y accidentalmente trajo de vuelta a la Fuerza Fénix dirigida por Rachel Summers y su compañera Shadowcat (también conocida como Kitty Pryde). Von Strucker comenzó a dudar de las habilidades de Farouk. Shadow King poseyó rápidamente a Rachel Summers y, Shadowcat escapó, aliándose con Alasdhair Kinross. Farouk secuestró de su trono a Lilibet, y huyó a Edimburgo. Cuando Shadowcat intentó contactar telepáticamente con Rachel, se dio cuenta de que Farouk la controlaba. Pryde sorprendió a Farouk llamándolo "Rey Sombra", permitiéndole escapar. Farouk tomó el control de Kinross y trató de matar a ambos, pero Pryde usó sus poderes para detenerlo.
Aunque Farouk iba a sacrificar a Kinross, a cambio de un hechizo que aniquilaría a la monarquía inglesa, fue interrumpido por Kitty y su cuchillo de cristal. Los demonios entraron en el cuerpo de Farouk y comenzó a dispersar la energía, matando a todos los soldados nazis; Von Strucker lo acusó de traición y trató de dispararle.
Farouk se transformó en Shadow King y trató de obligar a Pryde y Kinross a luchar, pero fueron salvados por un joven Logan. Fénix desató su poder sobre Farouk, pero estaba sometida. Lilibet escapó, huyendo al Palacio de Holyrood. Farouk poseyó a los sirvientes de la casa y los envió en persecución de Fénix. Logan emboscó a Farouk, von Strucker y Geist, los criados lo atacaron. Farouk entonces poseyó a Pryde y Lilibet.
Pryde comenzó a hablar sobre el futuro y la caída de Hitler; Lilibet atacó a Farouk, lo incapacitó lo suficiente para que Pryde interrumpiera su sistema nervioso (sorprendiéndolos a ambos y dando tiempo a Summers para recuperar el control de sí misma). Farouk se recuperó y trató de recuperar a sus prisioneros, pero Fénix luchó en el plano astral y lo iba a matar cuando Pryde los golpeó con la Espada de Scones, haciéndolos regresar a sus cuerpos; El cuerpo de Farouk fue supuestamente destruido por una explosión de energía de la espada, pero más tarde cuando fue interrogado por Rachel si habían matado a Farouk, Pryde revela que por el momento solo lo debilitaron.

### Enfrentamiento con Charles Xavier
En 1971, Farouk coincidió con el líder del V-Battalion, James Watkins Jr., que le ofreció ayuda si Farouk obtenía información sobre Everlasting. Farouk le apodó Marduk.
Farouk se convirtió en un líder del crimen en Egipto, controlando el cuartel general de ladrones de El Cairo (donde un joven Charles Xavier encontró a Ororo Munroe tratando de robarle). Tras este incidente, y recuperada la billetera, fue golpeado por un rayo de energía psiónica. Cuando se recuperó, descubrió que la fuente del ataque era una taberna cercana (donde conoció a Farouk). Sentados en mesas separadas, conversaban telepáticamente. Farouk le dijo a Xavier que sentía otro telepata cerca, y que el ataque había sido una advertencia para mantenerse alejado de la zona.
Trató sin éxito de persuadir a Xavier para que se uniera a él en sus actividades criminales; Xavier creía que las personas con tales dones deberían usarlas para mejorar el mundo.
Entonces se enfrentaron en un combate en el plano psíquico, donde Xavier logra a duras penas derrotarlo. Este encuentro le lleva a la decisión de dedicar su vida a proteger a la humanidad de los mutantes malvados y resguardar a los mutantes inocentes de la opresión humana. La psique de Farouk todavía en el plano astral, Farouk esperaba otra oportunidad para luchar contra Xavier (a quien ahora temía).

### New Mutants
Shadow King se percató de la existencia de un joven mutante, Karma, un miembro de los Nuevos Mutantes de Xavier, con la habilidad psíquica de poseer otros seres. En una de sus primeras misiones, Karma fue aparentemente asesinado en una explosión en el escondite de Viper. Sin embargo, fue el Rey Sombra, el que usó los poderes de Karma contra ella para poseerla.
Siendo Karma, Shadow King reconstruyó su imperio mundial mientras se entregaba a la glotonería de Karma. Así lo usó para controlar a los Gladiadores, un grupo de mutantes, usando una imagen holográfica de su líder, Alexander Flynn.
Shadow King usó a los Gladiadores para abducir a Magma y Sunspot, usándolos para luchar contra sus compañeros: Bala de Cañón, Shadowcat, Dazzler, y Magik. En dicha batalla, Bala de Cañón y Shadowcat reconocieron al obeso antagonista como Karma (que no era consciente de estar bajo el control de Shadow King).
El equipo siguió a Karma hasta Madripoor, donde fueron sugestionados por él (aumentado por la presencia de Shadow King). El resto de Nuevos Mutantes y Tormenta lucharon contra sus compañeros en el Cairo, donde Karma tomó el control de Tormenta y Danielle Moonstar. Magik, dándose cuenta de que Karma estaba poseída por Shadow King, liberó a sus compañeros del control de Karma y Karma del control de Shadow King. Tras perder su huésped, Shadow King se transfirió a Cypher; Karma entró en el Plano Astral, aparentemente destruyendo su forma astral.

## Poderes y habilidades
El Rey Sombra fue presentado originalmente como un telépata de segundo nivel tras el Profesor X. También puede poseer otros seres mientras se encuentran en el plano astral y controlarlos.
Así, su naturaleza como forma astral, que controla los cuerpos de poderosos psíquicos y para esclavizar a otros, fue revelada más tarde. En su forma original, solo puede ser dañado psíquicamente o por armas mágicas y ha demostrado la capacidad de vivir durante milenios, por lo que le considera inmortal.

## En otros medios

### Televisión

#### Acción en vivo
- Shadow King aparece como el villano principal de la primera y de la segunda temporada de la serie de televisión de 2017, Legion, ambientada en un universo paralelo al de las películas de X-Men.

El Rey Sombra toma varias formas en el transcurso de la serie aparte de su forma real, incluyendo el perro de la infancia del protagonista King, The Angry Boy, la amiga del protagonista, Lenny Busker (interpretado por Aubrey Plaza), y un amigo de su juventud llamado Benny (interpretado por Kirby Morrow). Su relación parasitaria con Haller influye en su inestabilidad mental y la forma en que percibe la realidad.

#### Series de animación
- Shadow King aparece en dos episodios de la serie animada X-Men (1992–97), dándole voz Maurice Dean Wint. En flashbacks, Farouk es el primer mutante diabólico que se enfrenta a un joven Charles Xavier, el cual desvanece su espíritu en el plano astral. Es representado como un atlético y barbudo hombre de mediana edad en lugar de su aspecto calvo y obeso de los cómics.
- Shadow King aparece en el episodio "Overflow" de la serie Wolverine and the X-Men doblado por Kevin Michael Richardson. En un flashback, Farouk utiliza a Ororo para robar por él, hasta que el Profesor X lo derrota. Él posee a Tormenta, obligándola a ver África en llamas; ella trata de extinguir el fuego, sin darse cuenta de que ella es la que lo está destruyendo. Los X-Men intentan detener a Shadow King; Emma Frost lo combate en el plano astral, aparentemente destruyéndolo con una espada telepática.

### Videojuegos
- Shadow King es uno de los tres primeros villanos en el videojuego X-Men Legends, su voz la pone Dorian Harewood.